# Hortobágyi Ágost
Hortobágyi Ágost Árpád; 1901-ig Horinka (Szenice, Nyitra vármegye, (ma: Senica, Szlovákia), 1875. augusztus 24. – Kaposvár, 1931. július 8.) tanfelügyelő, költő, író, lapszerkesztő.

## Élete
Hortobágyi Rikárd magyar királyi adótárnok, pénzügyi író, hivatalfőnök és Macsek Amália fiaként született. Tanulmányait Szenicén, Komáromban, Esztergomban és Budapesten végezte. Eleinte Komáromban magánoktatásból és zeneoktatásból tartotta fenn magát. 19-20 éves korában a Komáromi Hirlap belső munkatársa volt, majd a gútai római katolikus leányiskola osztálytanítójává választották meg. 1896-ban katonai pályára lépett és mint egyéves önkéntes, utóbb mint hadnagy a császári és királyi 12. gyalogezrednél szolgált. Atyjának bekövetkezett halála folytán, anyagi okokból és írói hajlamai miatt is otthagyta a katonai pályát s ismét az újságírással próbálkozott kenyerét megkeresni. 1898-ban a komáromi polgári fiúiskolához hívták meg a természettudományi tanszékre, ahol csakhamar széleskörű társadalmi működést fejtett ki és a negyvennyolcas eszmék apostola lett. Beutazta csaknem egész Közép-Európát. 1902-ben az alsókubini királyi tanfelügyelőséghez nevezték ki tollnokká és ott folytatólag tanított a polgári és fiú kereskedelmi iskolákban miniszteri iskolalátogatóvá történt kineveztetéséig. 1908-ban Balassagyarmatra került királyi segédtanfelügyelőnek. 1909-ben helyettes tanfelügyelő lett Ipolyságon, ahol a Hontmegyei tankerületet közel egy évig önállóan vezette. Innen Trencsénbe, majd pedig 1913 márciusában Kaposvárra került. Az első világháborút előbb mint honvédfőhadnagy utóbb mint szakaszvezető honvédszázados küzdötte végig és mint rokkantszázados szerelt le. A forradalmak leveretése után a Kaposvári Közalkalmazottak polgári karhatalmi zászlóaljának parancsnoka volt és számos hazafias egyesülés elnöke lett. Három évet Zalaegerszegen töltött, ahol 1923-ban királyi tanfelügyelővé lépett elő. 1925-ben vonult nyugdíjba. Utolsó éveiben Kaposváron élt s mint nyugdíjas, élénk társadalmi működést fejtett ki. Számos társadalmi és kulturális egyesület megalakítója és vezetője. A nagyobb hazafias ünnepségek szónoka és kulturális előadások rendezője volt.
Ő alapította az Berzsenyi Dániel Irodalmi és Művészeti Társaságot, a Dunántúli Képzőművészek Szövetségét stb. Irodalommal és művészettel már kisdiák korában foglalkozott. Szatírákat írt tanulótársaira, melyekből szerelmi dalokra, hazafias ódákra, végül a prózai műfajokra tért át. Írt a Komáromi Hirlapba, Komáromi Lapokba, a Komáromi Ujságba, a Kisbér és Vidékébe, az Érsekújvár és Vidékébe, a Komáromi Tanügyi Értesítőbe, a Budapestbe, az Állatvédelembe, a Honti Lapokba, a Nagyatádba, a Néptanítók Lapjába, a Somogyvármegyébe, az Uj-Somogyba, a Somogyi Ujságba, a Zalamegyei Ujságba, a Zalavármegyébe, a Faluba, a Debreceni Hirlapba, a Visszhangba, a Magyarságba, a Sümeg és Zalaszentgrótba, a Somogyi Leventébe, A Somogyi Cserkészbe, a Budapesti Hirlapba, stb. Szerkesztője volt az Árvamegyei Egyesületi Értesitőnek (6 évig), a Tárogatónak; az Árvamegyei Friss 
Ujságnak, a Hontmegyei Népoktatásnak (2 évig) a Hontmegyei Friss Ujságnak, a Göcsejnek (3 évig). Megindította és szerkesztette a Göcseji Könyvtárt, melyből 20 szám jelent meg.
Művei versek, színművek, elbeszélések és regények. Számos kiadványt is szerkesztett. MegzenésÍtette K. Pap János Kossuth Lajos azt izente c. énekes színművét, továbbá Uri szokás c. 3 felvonásos falusi vígjátékát.

## Családja
Felesége Konel Lenke volt.
Gyermekei: Hortobágyi Jolán, Etelka, Ibolya és Béla.

## Önálló kiadványai
- Költemények (zsengék, Komárom, 1908)
- Szekszárdi Verses Emlékek (Szekszárd, 1921)
- Göcseji zsebnaptár (Zalaegerszeg, 1922)
- Göcseji Naptár (Zalaegerszeg, 1923.)
- Nagymagyarország Nemzetiségei (Zalaegerszeg, 1923)
- Tárogatós lovag. Regény (Zalaegerszeg)
- Magyar kalandorok. Regény (Zalaegerszeg, 1923)
- Zalavármegye földrajza (Zalaegerszeg, 1923)
- Gyermekversek (Házi sokszorosítás, Kaposvár, 1923)
- Gránátszilánkok. Versek (Zalaegerszeg, 1924)
- Göcseji Nagy Képes Naptár (Zalaegerszeg, 1924)
- Csobánci diadal. Regény (Zalaegerszeg, 1924)
- Régi jó diákélet. Elbeszélések (Zalaegerszeg, 1925)
- Nagy kiruccanás Mecsekszabolcsra. Költői beszély (Házi sokszorosítás Kaposvár, 1926)
- Isteni gyermek. Színmű (Székesfehérvár, 1926. Több színház és mintegy 30 műkedvelői kör adta elő)
- Jegygyűrűtől—Koporsóig. Versek (Házi sokszorosítás Kaposvár, 1927)
- Kispesti zengemények. Szatírák (Házi sokszorosítás Kaposvár, 1927)
- Pillanat felvételek Emlékversek (Házi sokszorosítás Kaposvár, 1928)
- A cserkészet hajdan. Tanulmány (Kaposvár, 1928)
- Pöndörösi műkedvelők. Bohózat 3 felvonásban (Budapest, 1928)
- Somogyi Helikon Encyklopédia (Kaposvár, 1928)